# 22929 Seanwahl
22929 Seanwahl è un asteroide della fascia principale. Scoperto nel 1999, presenta un'orbita caratterizzata da un semiasse maggiore pari a 2,5473572 UA e da un'eccentricità di 0,0359513, inclinata di 4,96476° rispetto all'eclittica.